# The Passage (DGM)
The Passage è il nono album del gruppo musicale italiano di genere progressive metal DGM, pubblicato nel 2016 da Frontiers Records.

## Tracce

### Edizione standard
1. The Secret Part 1 – 8:24
2. The Secret Part 2 – 7:16
3. Animal – 5:19
4. Ghost of Insanity (feat. Tom S. Englund) – 5:35
5. Fallen – 5:40
6. The Passage – 5:11
7. Disguise – 1:54
8. Portrait – 5:39
9. Daydreamer – 5:36
10. Dogma (feat. Michael Romeo) – 5:45
11. In Sorrow – 3:41

### Tracce bonus edizione giapponese
1. Animal

## Formazione

### Gruppo
- Mark Basile – voce
- Simone Mularoni – chitarra
- Andrea Arcangeli – basso
- Emanuele Casali – tastiere
- Fabio Costantino – batteria

### Ospiti
- Tom S. Englund – voce (in Ghosts of Insanity)
- Michael Romeo – chitarra (in Dogma)
- Andrea Anastasi – orchestrazioni (in The Secret Part 2)

### Produzione
- Simone Mularoni – produzione
- Gustavo Sazes – artwork
- Matteo Ermeti – fotografia